# Грудинин, Анатолий Иванович
Анато́лий Ива́нович Груди́нин (род. 12 ноября 1940) — советский легкоатлет, специалист по бегу на короткие дистанции. Выступал на всесоюзном уровне в 1960-х годах, серебряный и бронзовый призёр чемпионатов СССР, победитель первенств всесоюзного и всероссийского значения. Представлял Владивосток и физкультурно-спортивное общество «Динамо». Мастер спорта СССР. Тренер по лёгкой атлетике, судья всероссийской категории.

## Биография
Анатолий Грудинин родился 12 ноября 1940 года. Занимался лёгкой атлетикой во Владивостоке, выступал за РСФСР и физкультурно-спортивное общество «Динамо».
Первого серьёзного успеха на всесоюзном уровне добился в сезоне 1964 года, когда на чемпионате СССР в Киеве с динамовской командой выиграл серебряную медаль в зачёте эстафеты 4 × 100 метров.
В 1965 году на чемпионате СССР в Алма-Ате в составе сборной РСФСР стал бронзовым призёром в эстафете 4 × 100 метров.
В сентябре 1966 года с результатом 10,4 одержал победу в беге на 100 метров на домашних соревнованиях во Владивостоке, попав в десятку лучших атлетов сезона в СССР в данной дисциплине.
После завершения спортивной карьеры в течение многих лет работал тренером по лёгкой атлетике во Владивостоке. Подготовил ряд титулованных спортсменов, добивших больших успехов на международной арене. В частности среди его воспитанников мастера спорта международного класса Дмитрий Косов и Александр Шумилов. За выдающиеся достижения на тренерском поприще удостоен почётного звания «Заслуженный тренер РСФСР».
Принимал участие в соревнованиях по лёгкой атлетике в качестве судьи. Судья всероссийской категории.
В 2020 году отметил 80-летний юбилей.